# Barralhaus
Das Barralhaus ist ein im Jahr 1902 von Pierre-Marie Barral auf der Südseite des Simplonpasses erstelltes Gebäude. Barral war der Gründer der Missionsgesellschaft Bethlehem (SMB). Mit dem Bau wollte er für die Schüler seiner Missionsgesellschaft ein Ferienhaus in den Bergen realisieren.

## Lage
Das Haus liegt auf 1844 m ü. M. am Fusse des Hübschhorns am Stockalperweg und nur 120 Meter südwestlich des Alten Hospizes. Das Gebäude hat drei Stockwerke und ist 120 Meter lang.
Die von Napoleon von 1801 bis 1805 neu gebaute Passstrasse führt 170 Meter östlich des Gebäudes und höher gelegen am Barralhaus vorbei. Die heutige Passstrasse folgt an dieser Stelle der alten, in ihrer Linienführung bereits ideal geführten Napoleon-Strasse. Für Passanten wurde an der heutigen Passstrasse oberhalb des Alten Hospizes eine Ausfahrt gebaut, damit der Auto- oder Motorradfahrer anhalten und einen Blick auf das Alte Hospiz und das Barralhaus werfen kann.

## Gegenwart
2007 wurde das Gebäude an die Schweizer Armee verkauft. Es wird heute von der Armee als Truppenunterkunft genutzt. Das VBS hat geplant, die Unterkunft 2019 bis 2022 auszubauen. Dabei wird die im Gebäude integrierte Kapelle erhalten bleiben.

Barralhaus und Altes Hospiz um 1905
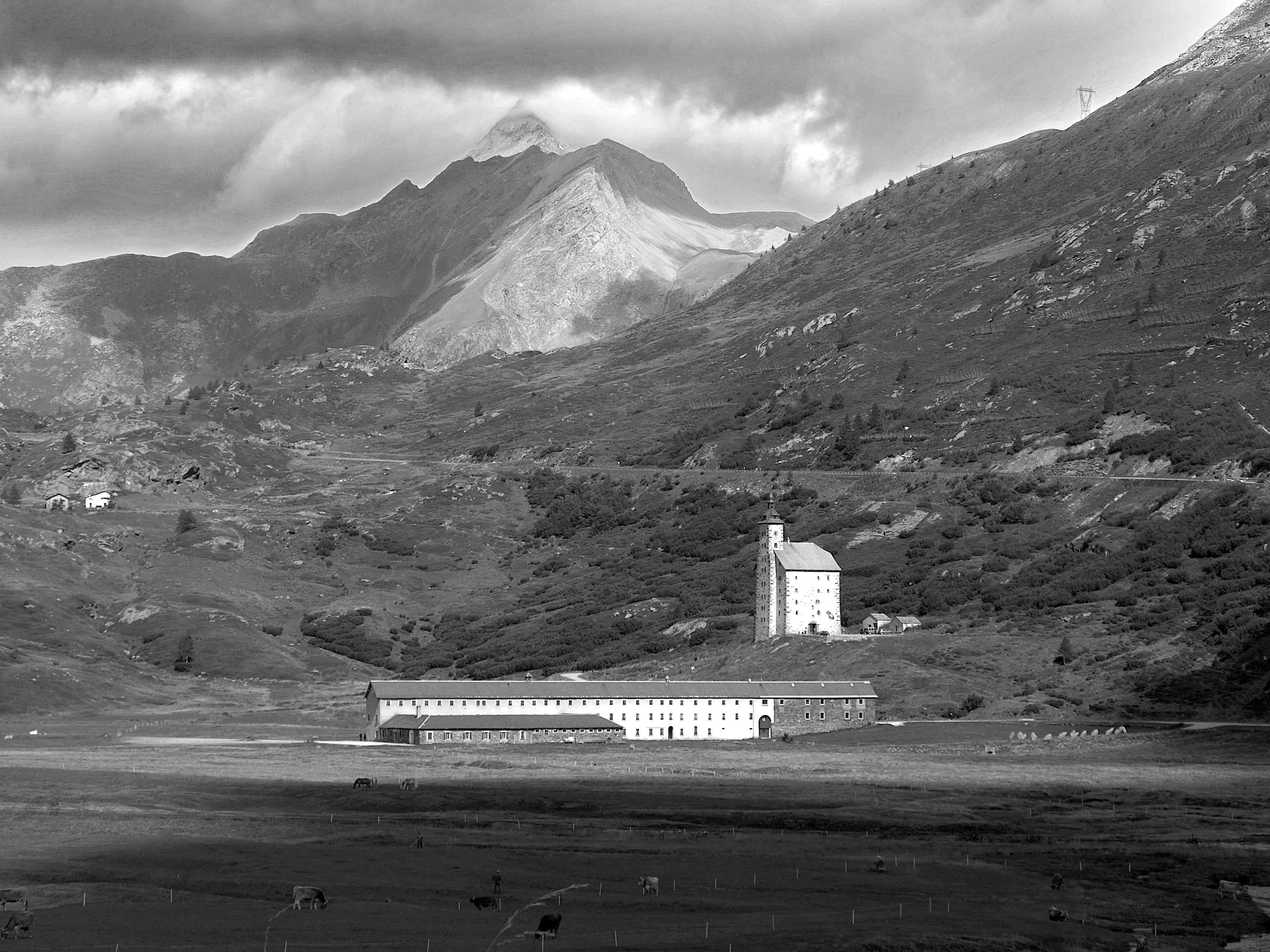
Das Barralhaus. Im Hintergrund das Alte Hospiz. Am Horizont das Wasenhorn